# 未分化リンパ腫キナーゼ
未分化リンパ腫キナーゼ（みぶんかリンパしゅキナーゼ、英: anaplastic lymphoma kinase、略称: ALK）は、ヒトではALK遺伝子によってコードされている酵素である。ALK受容体型チロシンキナーゼやCD246としても知られる。

## 同定
未分化リンパ腫キナーゼ（ALK）は、未分化大細胞リンパ腫（ALCL）細胞で1994年に発見された。ALCLはt(2;5)(p23;q35)染色体転座によってNPM-ALK融合タンパク質が産生されるようになることで引き起こされる。このタンパク質は、ヌクレオフォスミン（NPM）タンパク質のN末端部分にALKのキナーゼドメインが融合したものである。NPM部分が二量体化することで、ALKキナーゼドメインは恒常的に活性化される。
ALKの全長タンパク質は1997年に2つのグループによって同定された。推測アミノ酸配列からALKは新規受容体型チロシンキナーゼ（RTK）であること、細胞外のリガンド結合ドメイン、膜貫通ドメイン、細胞内のチロシンキナーゼドメインを持つことが明らかにされた。ヒトALKのチロシンキナーゼドメインはインスリン受容体のものと高度に類似しているが、細胞外ドメインはRTKファミリー内で独特であり、2つのMAMドメイン、LDLa（low-density lipoprotein receptor class A）ドメイン、グリシンリッチ領域を含んでいる。全体的な相同性に基づくとALKはLTKと密接に関連しており、インスリン受容体ともにRTKスーパーファミリー内のサブグループを形成している。ヒトのALK遺伝子がコードするALKタンパク質は、1620アミノ酸、180 kDaである。
哺乳類での発見以降、ALKのオルソログはいくつか同定されており、2001年にはキイロショウジョウバエDrosphila melanogasterでdAlkが、2004年には線虫Caenorhabditis elegansでscd-2が、2013年にはゼブラフィッシュDanio rerioでDrAlkがそれぞれ発見されている。
ヒトのALK/LTK受容体のリガンドは2014年に同定された。FAM150A（AUGβ）、FAM150B（AUGα）と呼ばれる2つの小さな分泌ペプチドは、ALKシグナル伝達を強力に活性化する。ALKを活性化するリガンドは、ショウジョウバエではJeb（Jelly belly）、 C. elegansではHEN-1（hesitation behaviour 1）である。ゼブラフィッシュや他の脊椎動物ではリガンドは未報告である。

## 機構
リガンドの結合後、全長のALK受容体は二量体化し、コンフォメーション変化を起こし、自身のキナーゼドメインを自己活性化し、そして他のALK受容体の特定のチロシン残基に対してトランスにリン酸化を行う。ALKのリン酸化残基はいくつかのアダプタータンパク質やその他の細胞内タンパク質をリクルートするための結合部位として機能する。リクルートされるタンパク質には、GRB2、IRS1、Shc、Src、FRS2、PTPN11/Shp2、PLCγ、PI3K、NF1が含まれる。その他、ALKの下流の標的として報告されているものとしては、FOXO3a、CDKN1B/p27kip、サイクリンD2、NIPA、RAC1、CDC42、p130Cas、SHP1、PIKFYVEなどがある。
リン酸化されたALKは、MAPK-ERK経路、PI3K-AKT経路、PLCγ経路、CRKL-C3G経路、JAK-STAT経路など複数の下流のシグナル伝達経路を活性化する。

## 機能
ALK受容体は細胞間コミュニケーションや神経系の正常な発生・機能に重要な役割を果たす。この観察は、マウスの胚発生時にALKのmRNAが神経系中で広く発現していることに基づいている。In vitroでの機能研究では、ALKの活性化によってPC12細胞や神経芽腫細胞株の神経分化が促進されることが示されている。
ALKはショウジョウバエの胚発生に重要である。この受容体を欠くハエは、内臓筋の創始細胞を決定することができず致死となる。一方で、ALKノックアウトマウスは神経発生やテストステロン産生に欠陥がみられるものの生存は可能であり、ALKは発生過程に必須ではないことが示唆される。
ALKは網膜の軸索投射、成長とサイズ、神経筋接合部でのシナプスの形成、エタノールに対する行動反応、そして睡眠を調節している。ALKは学習と長期記憶を制限して制約をかけており、ALK受容体の低分子阻害剤によって学習と長期記憶を改善し、また健康寿命を延ばすことができる。ALKは低体重の候補遺伝子でもあり、遺伝的欠失は食事やレプチン変異による肥満に対する抵抗性をもたらす。

## 病理
ALK遺伝子は、他の遺伝子との融合遺伝子の形成、遺伝子コピー数の増加、遺伝子をコードするDNAの変異という3通りの方法でがん遺伝子となる場合がある。

### 未分化大細胞リンパ腫
t(2;5)染色体転座は、未分化大細胞リンパ腫（ALCL）の約60%（ALK陽性未分化大細胞リンパ腫と稀な原発性皮膚未分化大細胞リンパ腫 [Primary cutaneous anaplastic large cell lymphoma]）と関係している。転座はALK遺伝子とNPM遺伝子の融合遺伝子を作り出し、2番染色体に由来するALK遺伝子の3'部分（触媒ドメインをコードする）が5番染色体のNPM遺伝子の5'部分へ融合する。NPM-ALK融合遺伝子の産物は発がん性である。ALCL患者の一部ではALKの3'部分がTPM3遺伝子の5'配列へ融合している。稀なケースでは、ALKの5'側の融合パートナーはTFG、ATIC、CLTC、TPM4、MSN、ALO17、MYH9などとなっている。

### 肺腺癌
EML4-ALK融合遺伝子は、非小細胞肺癌（NSCLC）の約3–5%の原因となっている。この症例の大部分は腺癌である。腫瘍中でこの遺伝子を検出する標準的な検査法は、蛍光in situハイブリダイゼーション（FISH）である。近年、Roche Ventanaの免疫組織化学による変異の検査法が中国とEUで承認された。ALK陽性肺がんは全ての年代の患者でみられるが、平均的には若い年代に多い傾向がある。ALK陽性肺がんは軽度喫煙者や非喫煙者でより一般的であるが、この病気の患者のかなりの数は喫煙者または元喫煙者である。NSCLCにおけるEML4-ALK再編成は排他的であり、EGFR変異型またはKRAS変異型の腫瘍ではみられない。

### 他の腫瘍における遺伝子再編成と過剰発現
- 神経芽腫の家族性症例[61]
- 炎症性筋線維芽細胞性腫瘍（英語版）[62][63]
- 成人[64][65]または小児[66][67]の腎細胞癌
- 食道扁平上皮癌[68][69]
- 乳癌[70]、特に炎症性のもの[71]
- 結腸腺癌[70]
- 膠芽腫[72][73]
- 甲状腺未分化癌（英語版）[74]

## ALK阻害薬
ザーコリ（クリゾチニブ）はファイザーによって生産され、2011年8月26日に末期肺がん治療に対するFDAの承認を受けた。ALK陽性肺がんの82人の患者で行われた第I相臨床試験の初期結果では、全奏効率は57%、8週間時点での病勢コントロール率は87%、6か月時点での無増悪生存率は72%であった。再発性または難治性ALK陽性ALCL患者では、クリゾチニブの客観的奏効率は65–90%、3年無増悪生存率は60–75%であった。最初の100日間の治療後、リンパ腫の再発は確認されていない。現時点では無期限で治療を継続する必要がある。
セリチニブは、クリゾチニブ抵抗性または不耐容性のALK陽性NSCLC患者に対する治療が2014年4月にFDAによって承認された。
エヌトレクチニブ（RXDX-101）は、Ignytaによって開発された選択的チロシンキナーゼ阻害薬で、全てのTrk受容体（NTRK）、ROS1、ALKに対してnM濃度で特異性を示す。STARTRK-2と呼ばれる国際的な多施設非盲検第II相試験において、ROS1/NTRK/ALK遺伝子再編成を有する患者での薬剤の試験が行われている。